# Горшунов, Михаил Васильевич
Михаил Васильевич Горшунов (род. 25 июля 1958 года, Казань, ТатАССР, РСФСР, СССР) — российский художник-живописец, член-корреспондент РАХ (2021).

## Биография
Родился 25 июля 1958 года в Казани, живет и работает в Москве.
В 1989 году - окончил Московский художественный институт имени В. И. Сурикова, мастерская Д. К. Мочальского, с 2010 года - преподает там же.
С 1998 года - член РОО Международного художественного фонда.
С 2010 года - член Творческого союза художников России.
В 2010 году - избран членом-корреспондентом Международной академии культуры и искусства (МАКИ).
В 2021 году - избран членом-корреспондентом Российской академии художеств от Отделения живописи.

## Творческая деятельность
Основные произведения:
- «Диалог» (1990, холст, масло, 100х80)
- «Веселый клоун» (1996, холст, масло, 100х80)
- «Эксперимент» (1998, холст, масло, 80х90)
- «Сказка» (1998, холст, масло, 55х65)
- «Полёт» (2002, картон, масло, 47х32)
- «Ребус» (2004, холст, масло, 64х95)
- «Город Хамелеонов» (2010, холст, масло, 80х100)
- «Сновидение» (2011, холст, масло, 100х80)
- «Вавилонская башня» (2012, холст, масло, 90х70)
- «Летящая башня» (2013, холст, масло, 80х70)
- «Белая башня» (2016, холст, масло, 90х110)
- «Вавилонские башни» (2019, бумага, карандаш, 75х75)

Произведения находятся в собраниях Центра современного искусства «Марс» (Москва), Московского государственного музея «Дом Бурганова» (Москва), Малоярославецкого музейно-выставочного центра имени И. А. Солдатенкова, фонда «Культурное достояние» (Москва), а также в коллекциях и частных собраниях Чехии, Германии, Англии, США, Люксембурга.
Участник республиканских, всесоюзных и международных выставок с 1980 года.
Постоянный член жюри Международного фестиваля-конкурса детского и юношеского творчества «Я могу!».
Персональные выставки:
- «Гималаи Николая Рериха» в галерее «Art Junction» (Дели, 2002);
- «Китайские зарисовки» (Линьи, Китай, 2006);
- «Сновидения» в библиотеке Российской академии художеств (Москва, 2013);
- «Искусство невозможного» в архиве Российской академии наук (Москва, 2013);
- «Вавилонская башня» в Мемориальном музее «Творческая мастерская С.Т. Конёнкова» (Москва, 2017);
- «Фантазии» в Центральном клубе Министерства внутренних дел Российской Федерации (Москва, 2017);
- «Фантастический реализм» в Музейно-выставочном центре имени И. А. Солдатенкова (Малоярославец, 2019);
- выставка в Российской медицинской академии непрерывного профессионального образования (Москва, 2020).

## Награды
- Золотая медаль Творческого союза художников России (2017)
- Серебряная медаль Творческого союза художников России (2012)
- Орден «За благородство помыслов и дел» Министерства внутренних дел России (2014)
- почетная грамота Министерства культуры Российской Федерации «За большой вклад в развитие культуры, многолетнюю плодотворную работу» (2015)
- Лауреат 1-й степени выставки-конкурса имени Виктора Попкова (2019)

Награды РАХ
- Золотая медаль РАХ (2019)
- Серебряная медаль РАХ (2012)
- диплом РАХ (2017)